# Nataldillo brauni
Nataldillo brauni là một loài chân đều trong họ Armadillidae. Loài này được Verhoeff miêu tả khoa học năm 1942.